# Мусій Роман Антонович
Роман Антонович Мусій (25 червня 1969, с. Великі Загайці Шумського району Тернопільської області — 27 листопада 2014, поблизу смт Кримське Луганської області) — український військовик, механік-водій гусеничної машини 5-го батальйону 24-ї окремої механізованої бригади (Яворів).

## Життєпис
Навчався у Великозагайцівській школі, Дубенській музичній школі. Після служби в армії одружився. Працював трактористом.
Роман Мусій до війська пішов у вересні за повісткою з військкомату, тактичні навчання відбув на полігоні в Яворові Львівської області. З 4 листопада — в зоні АТО.
Добре грав на гітарі, навчав побратимів повстанських пісень. Бойові побратими пообіцяли після перемоги зібратись разом і виконати пісню «Йшли селом партизани» на честь Романа, як він хотів.
Загинув 27 листопада 2014 року на блокпосту поблизу смт Кримське на Луганщині.
Мати Раїса Купріянівна, батько Антон Петрович. Залишилася дружина Галина, сини Андрій та Василь, онучки 4 і 2 років.

## Відзнаки
За особисту мужність і героїзм, виявлені у захисті державного суверенітету та територіальної цілісності України посмертно нагороджений орденом «За мужність» ІІІ ступеня. Відзнаку вручив голова Тернопільської ОДА Степан Барна 8 травня 2015 року під час поминальних заходів біля статуї «Материнський поклик» у Старому Парку м. Тернополя.
- почесний громадянин Тернопільської области (2025, посмертно)[3].